# Joseph Jean Baptiste Géhin
Joseph Jean Baptiste Géhin (Remiremont, 1816 – Remiremont, 1889) è stato un naturalista francese.

## Biografia
Le sue collezioni di Carabidi furono acquistate da René Oberthür e ora sono detenute da Muséum national d'histoire naturelle a Parigi. Géhin descrisse il mollusco Sitodiplosis mosellana e diverse specie di Carabidi.
Fu membro della Société entomologique de France e contribuì in modo significativo all'entomologia economica.

## Opere
- Géhin J.B., et Fournel (1846) Catalogue des insectes Coléoptères des environs de Metz, Bull. Soc . Hist. nat. Moselle 1ère partie, 69-128, 3ème bull. ; 2ème partie, 67-122, 4ème bull., 1846
- Géhin J.B.(1855) Observation tératologique fait sur une vache exposée à la foire de Metz en 1855,Bull. Soc . Hist. nat. Moselle 7ème bull.1855 1-7.
- Géhin J.B.(1855) Coléoptères nouveaux ou peu connus: 1ère décade: Buprestiens Bull. Soc . Hist. nat. Moselle  7ème bull., 1855 53-65.
- Géhin J.B. (1855) Rapport sur le Species de Coléoptères trimères sécuripalpes du Mulsant,Bull. Soc . Hist. nat. Moselle  7ème bull., 1855 66-78.
- Géhin J.B.(1855) Catalogue synonymique des coccinelliens observés dans le département de la Moselle, 2ème Édition,Bull. Soc . Hist. nat. Moselle 7 ème bull., 1855 79-91.
- Géhin J.B.(1860) Note pour servir à l'histoire des insectes nuisibles dans le département de la Moselle: 1ère partie : Coléoptères : 57-159, Bull. Soc . Hist. nat. Moselle 8ème bull.; 2ème parties : Orthoptères,  9ème bull. , 1860 109-330.
- Géhin J.B.(1860) Quelques essais de sériciculture dans le département de la Moselle,Bull. Soc . Hist. nat. Moselle 59-107
- Géhin J.B. (186-) Series entitled Notes pour servir à l'histoire des insectes nuisibles à l'agriculture, à l'horticulture et à la sylviculture das le département de la Moselle.
- Géhin J.B.(1866) Indication de quelques plantes phanérogames du département de la Moselle (omises dans la flore et non signalées dans certaines localités) Bull. Soc . Hist. nat. Moselle bull. 10ème , 157-165.
- Géhin J.B. (1868) Revision des poissons qui vivent dans les cours d'eau et dans les étangs du département de la Moselle, avec quelques considérations sur le darwinisme Bull. Soc . Hist. nat. Moselle 11ème bull. , 1868 139-242.
- Géhin J.B.(1868) Catalogue des plantes cultivées en 1868-1869 au nouveau jardin botanique de Metz, à Frescatelly (904 espèces citées),Bull. Soc . Hist. nat. Moselle 11ème bull., 253-367,
- Géhin J.B.(1870) Note sur une variété de Chevesne commun et sur un cas pathologique observé sur un Barbeau de la Moselle, 1870 12 ème bull. , 1870 31-37
- Géhin J.B.(1878/1880) Lettres pour servir à l'Histoire de la tribu des Carabiques Bull. Soc. Hist. nat. Moselle I et II: 101-148, 14 ème bull. ; III et IV : 1-46, 15ème bull.; V : 57-84, 15ème bull; VI : 171-228, 15ème bull., 1878/1880
- Géhin J. B. (1876) Catalogue des Coléoptères Carabiques de la tribu des Carabides. Nancy .
- Géhin J. B.(1876) Lettres pour servir à l'histoire des insectes de la tribu des Carabides . Quatrième lettre . Bull. Soc . Hist. nat. Metz, 15 : 73-94.
- Géhin,J. B.(1879) Nouvelles lettres pour servir à l'histoire des insectes de la tribu des Carabides . Nancy . 24 pp.
- Géhin,J. B. et Haury Ch.(1885) Catalogue synonymique et systématique des Coléoptères de la tribu des Carabides . Remiremont & Prague .